# We Didn't Start the Fire
"We Didn't Start the Fire" és una cançó escrita i publicada pel músic estatunidenc Billy Joel. La cançó es va publicar com a senzill el 18 de setembre de 1989 i posteriorment es va publicar com a part de l'àlbum de Joel Storm Front el 17 d'octubre de 1989. La lletra de ritme ràpid nomena 118 importants referències polítiques, culturals, científiques, i esdeveniments esportius entre 1949 (any del naixement de Joel) i 1989, en un ordre majoritàriament cronològic.
La cançó va ser nominada al premi Grammy al disc de l'any i es va convertir en el tercer senzill de Joel a assolir el número u al Billboard Hot 100 dels Estats Units a finals de 1989. Storm Front es va convertir en el tercer àlbum de Joel a assolir el número u als Estats Units. "We Did't Start the Fire", especialment al segle XXI, s'ha convertit en la base de moltes paròdies de la cultura pop i continua sent reutilitzada en diversos programes de televisió, anuncis i produccions còmiques.

## Context
Billy Joel va concebre la idea de la cançó quan acabava de complir 40 anys. Estava en un estudi de gravació i va conéixer un amic de Sean Lennon de 21 anys que va dir "És un moment terrible per tenir 21 anys!". Joel va respondre: "Sí, recorde quan tenia 21 anys, vaig pensar que era una època horrible i teníem Vietnam, i ja saps, problemes de drogues i problemes de drets civils i tot semblava horrible". L'amic va respondre: "Sí, sí, sí, però per a tu és diferent. Vas ser un nen als anys cinquanta i tothom sap que als anys cinquanta no va passar res". Joel va replicar: "Espera un moment, no has sentit parlar de la guerra de Corea o de la crisi del canal de Suez?". Joel va dir més tard que aquests titulars van formar el marc bàsic de la cançó.
Joel més tard va criticar la cançó per motius estrictament musicals. L'any 1993, en parlar-ne amb el documentalista David Horn, Joel va comparar el seu contingut melòdic desfavorablement amb la seua cançó "The Longest Time": "Preneu una cançó com 'We Didn't Start the Fire". Realment no és gaire una cançó... Si agafes la melodia per si sola, terrible. Com una broca de dentista".
Quan se li va preguntar si tenia la intenció deliberada de fer una crònica de la Guerra Freda amb la cançó, va respondre: "Va ser sort que la Unió Soviètica va decidir tancar la botiga [poc després de publicar la cançó]", i que aquest període "tenia una simetria", per això, van ser 40 anys" que havia viscut. Li van preguntar si podia fer un seguiment dels pròxims dos anys després dels esdeveniments que van passar a la cançó original, va comentar: "No, ja vaig escriure una cançó i no crec que fos tan bona des d'un principi, melòdicament".
Chris Blum va dirigir un video musical. El vídeo comença amb una parella recent casada entrant a la seua cuina d'estil dels anys quaranta i mostra esdeveniments a la seua vida domèstica durant les quatre dècades següents, inclosa l'addició de fills, el seu creixement i, més tard, els nets i la mort final del pare de la família. El pas del temps també es veu representat per la redecoració periòdica i les millores de la cuina, mentre un Billy Joel immutable mira al fons. Joel també es mostra colpejant una taula davant d'un teló de fons ardent que representen diverses imatges que inclouen l'execució de Nguyễn Văn Lém i Lee Harvey Oswald, entre d'altres.

## Resposta crítica
David Giles, de la Music Week, va escriure: "Un retorn prometedor que troba a Joel d'un estat d'ànim més rocós amb una cançó molt pronunciada plena de referències a pràcticament totes les figures i esdeveniments importants del segle xx. Després de tot això, el missatge de la lletra és borrós i confús, però aquata cançó sens dubte hauria de tornar a portar-lo a les llistes".

## En la cultura popular
Moltes paròdies i versions s'han basat en la cançó (sovint ampliant-se als esdeveniments que s'han produït des de 1989). Aquestes paròdies inclouen la paròdia dels Simpson "They'll Never Stop the Simpsons" al final de l'episodi "Gump Roast" del 2002, i la paròdia del grup a cappella de San Francisco The Richter Scales del 2007 "Here Comes Another Bubble", guanyadora del premi Webby.
El 2006, Coca-Cola va emprar la cançó per fer un himne per a la Copa del Món de la FIFA 2006 a Llatinoamèrica, canviant la lletra segons el país.
El 2007, JibJab va crear una paròdia de la cançó per al seu vídeo Year in Review.
El youtuber Dane Boedigheimer, conegut com a creador de la popular sèrie web còmica Annoying Orange, va produir una paròdia com a part de la Setmana de la Comèdia de YouTube el 2013 titulada "We didn't start the viral". Una reclamació de drets d'autor sobre la monetització va fer que l'àudio se substituís completament a la càrrega original, tot i que existeixen recàrregues de fans de l'original.
La banda de pop Milo Greene va cantar una versió de la cançó el juny de 2013 per a The A.V. Club.
El 2019, la cançó va ser cantada per diversos membres del repartiment del Marvel Cinematic Universe i Jimmy Fallon, abans d'Avengers: Endgame, sobre el tema de la Infinity Saga, narrada fins aquell moment dels esdeveniments amb la introducció dels personatges i els títols de les pel·lícules.
El 2021, va començar un podcast setmanal, presentat per Katie Puckrik i Tom Fordyce, titulat "We Didn't Start the Fire". Cada setmana examinen un tema esmentat a la cançó de Billy Joel, per ordre de la lletra, i discuteixen la seua importància i significació cultural amb un convidat expert.
La cançó ocupa un lloc destacat, juntament amb altres cançons de Billy Joel, a la sèrie de streaming The Boys d'Amazon Prime en què el personatge Hughie Campbell, interpretat per Jack Quaid, té un interés pel cantant estatunidenc.
A l'episodi final de Veep, "Veep", la cançó sona quan Selina Meyer i Jonah Ryan s'anuncien com a candidats a la presidència i a la vicepresidència del seu partit, respectivament, durant les eleccions de 2020, una crida al desig de Meyer que Billy Joel actue a la seua inauguració.
La banda de rock irlandesa "The Memories" va escriure i gravar "The Game" ("We're Gonna Start a Fire"), una versió reescrita de "We Didn't Start The Fire" en la qual la lletra fa referència a la República d'Irlanda a la Copa del Món de 1990.